# Hascht-Behescht-Palast

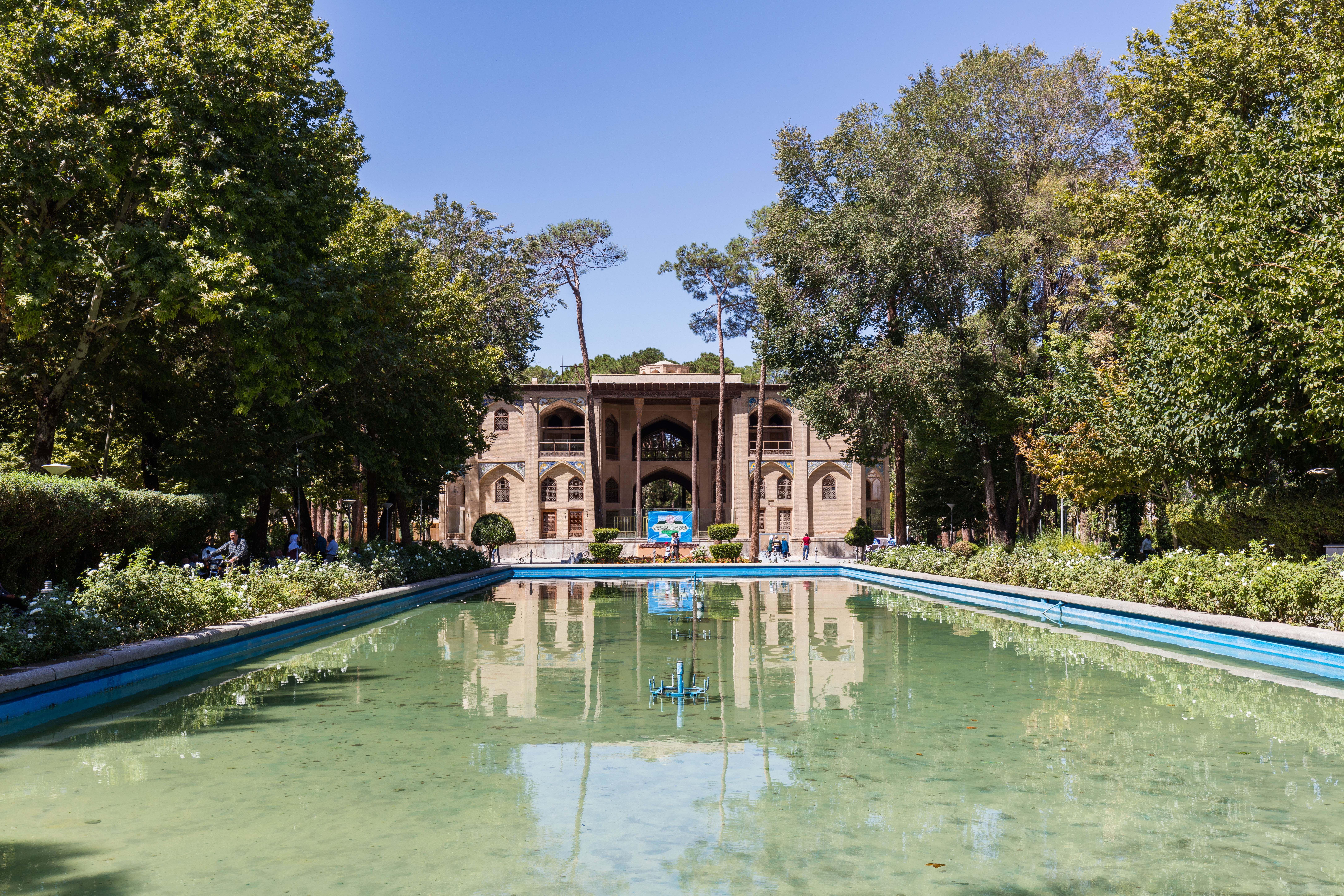
Hascht-Behescht, Außenansicht

Der Hascht-Behescht-Palast (englische Umschriften Hasht Behesht, Hasht Bihisht; persisch كاخ هشت بهشت, DMG kāḫ-e hašt behešt, ‚Palast der acht Paradiese‘) ist ein Palast aus safawidischer Zeit in der iranischen Stadt Isfahan.

## Geschichte

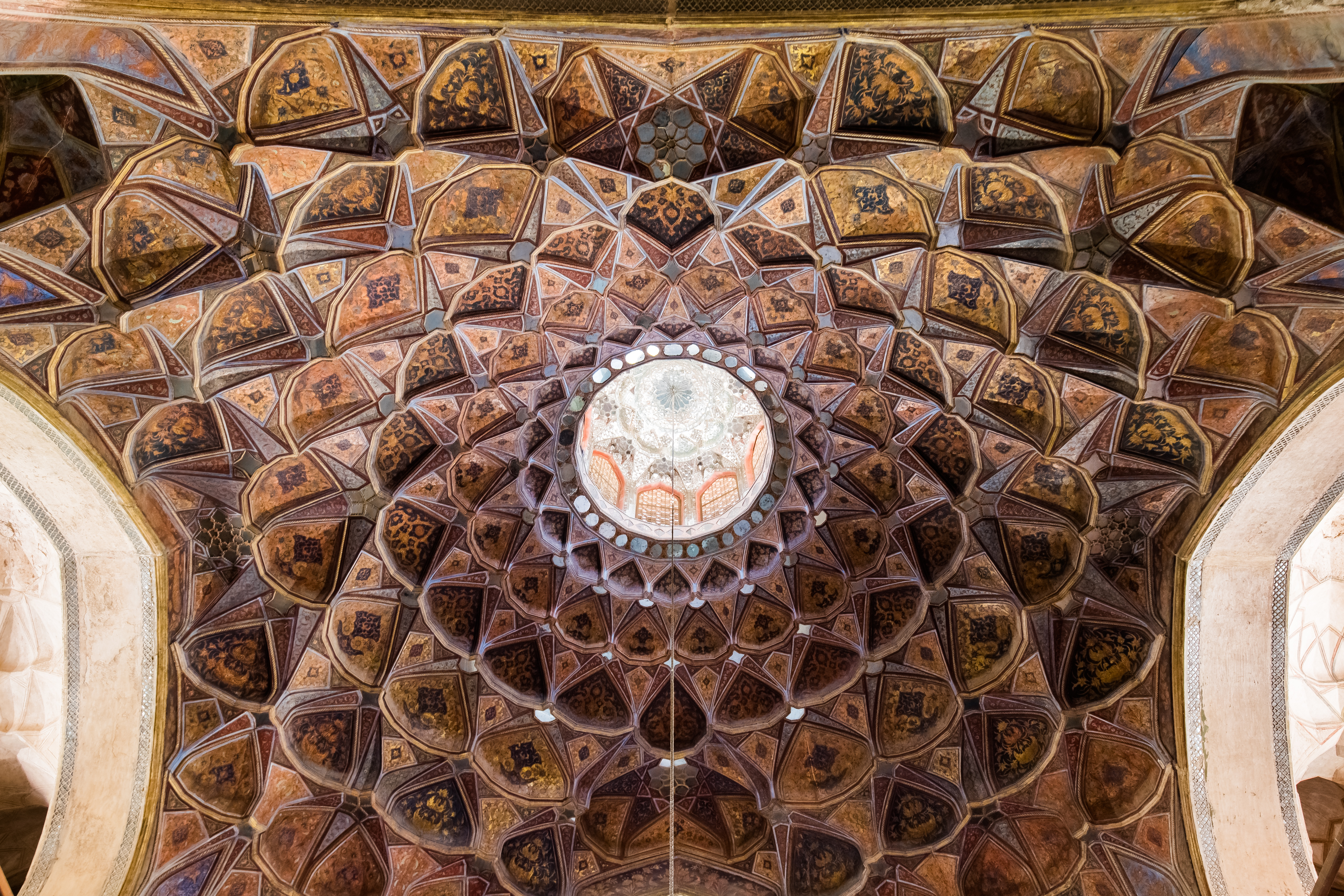
Ochsenauge.

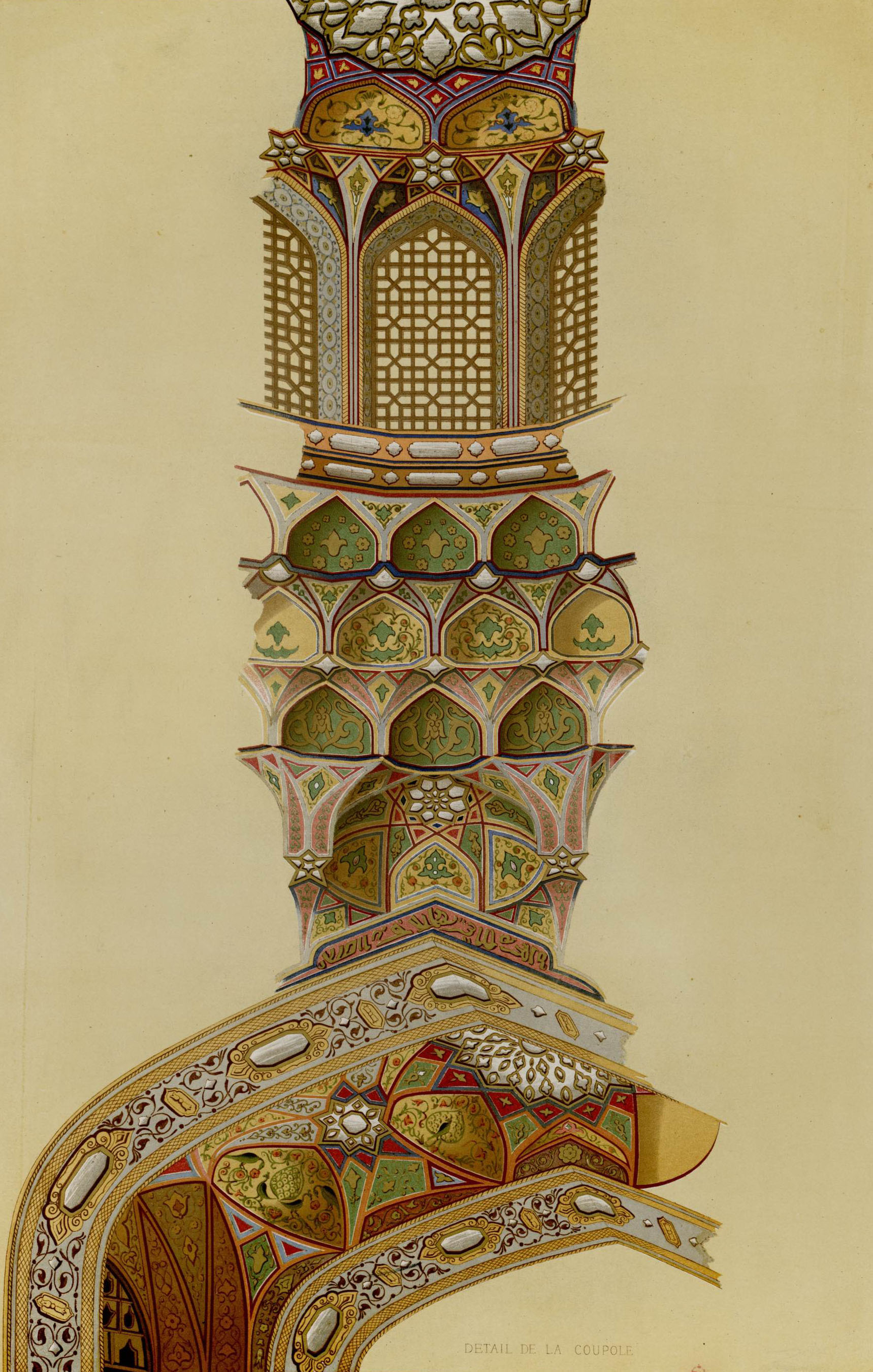
Zeichnung von Pascal Coste

Der Name des Palastes bezieht sich auf den islamischen Paradiesgarten. Er wurde 1669 unter Schāh Soleiman fertiggestellt und liegt inmitten einer persischen Gartenanlage mit der ursprünglichen Bezeichnung „Nachtigallengarten“ (Bāgh-e Bolbol). Der Palast gehörte einst zu den am reichhaltigsten verzierten Gebäuden der Stadt. Mit der Zeit wurden die Innendekorationen jedoch weitestgehend zerstört.
Architektonisch lebt der Bau von dem Zusammenspiel innerer und äußerer Räume. Sehenswert sind unter anderem die zahlreichen kunstvoll verzierten Iwane im Inneren des Gebäudes. An der Fassade befinden sich mehrere Kachelarbeiten mit Darstellungen diverser Tierszenen (Vögel, Raubtiere und Reptilien).
1977 wurde der Palast teilweise restauriert, was 1980 mit dem Aga Khan Award for Architecture ausgezeichnet wurde.
In den vergangenen Jahren wurde der Garten in einen für die Öffentlichkeit zugänglichen Park, den Schahīd-Radjā’ī-Park (Pārk-e Šahīd Raǧā’ī), umgewandelt.